# Односи Србије и Словеније
Односи Србије и Словеније су инострани односи Републике Србије и Републике Словеније.

## Историја односа

### Разбијање СФРЈ
Крајем осамдесетих година 20. века југославенска федерација је запала у дубоку економску и политичку кризу. Словеначки политичари су гласно најављивали излазак из Југославије, иако нису имали за то релеватно упориште. Успостављањем контаката са страним дипоматама, пре свега из Немачке, Аустрије, Велике Британије и САД, отвара се пут ка цепању Југославије.
Словеначки новинари су због користи новца писали чланке о Југославији и ЈНА са циљем да грађани Словеније омрзну и савезну државу и војску. Ово је циљано рађено као предуслов за растурање заједничке земље.

#### 1990.
На 14. конгресу КПЈ у Сава Центру, 23. и 24. јануара 1990. словеначки делегати изазивају свађу са колегама из СР Србије, те демонстративно напуштају конгрес, а њихов пример следе и хрватски делегати. Тиме је СКЈ доведен у пат позицију, док је комунистичка владавина након скоро пола века доведена у питање.
У пролеће 1990. у Словенији се одржавају парламентарни избори на коме побеђују сепаратистичке снаге и најављује се референдум исте године у децембру месецу. Референдум је спроведен само у СР Словенији о њеној независности, али не и у осталим републикама. Чим је успостављена нова власт, долази до стављања републичког изнад савезног Устава.
Овај процес растурања СФРЈ се одвија на завршетку Хладног рата, односно годину дана пошто је срушен Берлински зид и Источна Немачка се присајединила Западној. Уједињена Немачка је одмах почела да спроводи своје циљеве, а један од њих је био и разбијање Југославије. Снага СССР је рапидно слабила, највише захваљујући Михаилу Горбачову, контраверзном совјетском лидеру који је одговоран за растурање Совјетског Савеза.
Политичари који су водили кампању за независтност Словеније су били: Јанез Јанша, Димитриј Рупел, Милан Кучан, Алојзије Петерле, Игор Бавчар...итд. Већином су то били ликови који су имали проблема са законом, односно радили су ранијих година на рушењу уставног поретка земље.
Немачке дипломате су условиле словеначке (али и хрватске) вође за помоћ око независности, али су морали од њих да купују илегално оружје.
Сепаратистичке снаге у Словенији су већ након референдума почеле са спровођењем планова о мобилизацији војно способних мушкараца 18 до 55 година старости, али и попуњавању резервног састава Полиције.
Иначе у СР Словенији је још након Другог светског рата, Едвард Кардељ издејствовао код Тита да словеначки регрути служе редовни војни рок само на тлу матичне републике.

#### 1991.
Јанез Јанша је у Влади Алојзија Петерлеа добио место министра одбране, што је био илегалан потез, пошто је Југославија била још јединствена и званични војни субјекат у Југославији је била ЈНА.
Почетком године у Словенију слеће делегација америчке обавештајне службе ЦИА, која званично тражи да се смире страсти у Југославији и да не сме доћи до оружаних сукоба. Међутим, тајно су предали све гаранције и планове о помоћи САД за Словенију.
Сепаратистике снаге су врбовале, уцењивале и провоцирале (под)официре Југославенске Народне Армије. Мали део је прихватио такве понуде и остао веран заклетви коју су положили. Највећим делом су то прихватали војна лица словеначке националности. Хрватски, муслимански и албански официри су дезертирали у своје, тј. паравојне формације својих народа.
У Љубљани 25. јуна проглашена је независност Словеније, а исто су учинили хрватски сепаратисти у Загребу. Ово није учињено случајно, јер се рачунало на то да јунска класа војника, регрута неће бити довољно спремна за борбена дејства са Територијалном одбраном и специјалним снагама МУП.
Влада СФРЈ по наређењу премијера Анте Марковића шаље неколицину јединица ЈНА у СР Словенију као и одреде Савезног МУП и припаднике Савезне Управе Царина да спрече скидање застава и табли са иституција СФРЈ и уклоне словеначке. Ситуација је била таква да су Словенци били врло добро припремљени, док су људи из Београда били прилично неинформисани и лаички веровали да ће се све лако решити. Мноштво њих је заробљено и затворено у концентрационе логоре. Касније су размењени. Изјаве које су давали биле су такве да су они тамо мучени и стављани у нехумане услове. Према евиденцији Саве Видановића, словеначке снаге су под својом контролом имали преко 20 логора.
Словеначке паравојне и полицијске снаге су нападале карауле, гарнизоне, војне објекте, пуцали на возила Црвеног крста и починили прве ратне злочине на тлу бивше Југославије. Процена је да су током Двонедељног рата, словеначке снаге убиле око 60 припадника ЈНА, свих националности, али највише Срба. Приликом заробљања војника и официра ЈНА вршена је селекција по националној основи. Србе су одмах утамничили, док су остале пуштали на слободу.
Такође, мноштво сведочења говори и о узнемиравању и убијању цивила. Неколицина сведока је касније пред истражним органима СФРЈ давала исказе у психо-физичком малтретирању официра војних лица у љубљанском насељу Звезда. Такође, код Требња на локацији Медвеђек је извршено убиство неколико шофера из СР Србије који су се побунили што морају да чекају. Овај злочин су починили припадници 21. одреда сепцијалних снага МУП Словеније.
У циљу спречавања проласка тенкова ЈНА до границе, словеначки сепаратисти су постављали тешка возила на путу.
Словеначки паравојници су извршили 28. јуна оружани напад на караулу Холмец када је три војника ЈНА убијено иако су пристали на предају и подигли белу заставу (чаршав) и изашли без оружја са подигнутим рукама увис. Међутим, како су имали Словенци губитака, они су убијени. Реч је о југославенским војницима на служењу редовног војног рока из коњичке Јабланице, банатских Сакула и Новог Сада. Од овога је осам година касније направљена афера, јер је новинар Бојан Буђа у „Новицама” објавио чланак по објављивању видео снимка аустријског новинара са телевизије ОРФ.
Иначе, авиони ЈНА су често надлетали Словенију, али у одређеним моментима и бомбардовали њихове положаје, што је довело до бежаније у Аустрију. Чак је и Милан Кучан слао факсом поруке у Београду о капитулацији. Међутим, наређење страних дипломата, пре свега америчких је довело до тога да се њихови паравојне снаге врате у домовину и одлучено је да се прекине са оружаним дејствима.
На Брионима 7. јула долази до потписивања документа познато као Брионска декларација, у коме су свој параф на окончање дејстава ставили представници Словеније, Генералштаба ЈНА уз посредништво Европске заједнице. Овим угвоором је предвиђено повлачење снага ЈНА из Словеније у року од три месеца.
Хашки трибунал се није бавио ратним злочинима на тлу Словеније 1991. године.

## Билатерални односи
Званични дипломатски односи су успоставили децембра 2000. године.
Словенија је била прва држава из бивше СФРЈ која је признала проглашење независности Косова 2008.
Словенија је гласала за пријем Косова у УНЕСКО приликом гласања 2015.

### Посете
- Премијер Словеније Миро Церар био је у званичној посети Београду, 23-24. октобра 2016. када је одржана и трећа заједничка седница две владе.
- Током 2015. године, Словенију су посетили председник Републике Томислав Николић, 8-9. октобра, председник НСРС Маја Гојковић, 11. новембра и бивши министар одбране Б. Гашић 1-2. децембра.
- Председник Р. Словеније Борут Пахор, учинио јe прву званичну посету Р. Србији, 29-30. маја 2014. Другог дана званичне посете, реализован јe сусрет са првим ППВ и МСП И. Дачићем.
- У оквиру обиласка земаља погођених мајским поплавама, y радној посети Србији била јe премијерка Аленка Братушек, 17-18. јуна 2014. Том приликом срела сe са председником Републике Т. Николићем, ПВ А. Вучићем и првим ППВ и МСП И. Дачићем.
- Прва заједничка седница две владе, одржана је 1-2. октобра 2013. у Београду, уз посету председника Владе Словеније А. Братушек.
- Председник Словеније Б.Пахор боравио је у незваничној посети Србији 22. маја 2013.
- Председник парламента Словеније Ј. Вебер 2-3. јула 2013. боравио је у Београду.
- Председник Владе Србије Ивица Дачић посетио је Словенију 14-15. новембра 2012.[6]

### Економски односи
- У 2020. години остварена размена у износу од 1,33 милјарде долара, од чега је извоз 603,7 мил. евра, а увоз је 727,9 мил. УСД.
- У 2019. је остварена размена у износу од 1,29 милијарде УСД. Извоз из Србије вредео је 650 мил. евра, а увоз 644 милиона.
- У 2018. години робна размена премашила је износ од 1,35 милијарде долара. Из наше земље извезено је за 683 милиона, а увезено за 671 милион долара.
- У 2012. укупна размена роба вредела је више од милијарду УСД. Извоз из Србије био је 422 милиона, а увоз 582 милиона долара.
- У 2007. години остварена је размена у износу од 1,1 милијарде долара. Наша земља извезла је робе вредне 409 милиона, док је увезено за 700 милиона УСД.[7][8]

Према словеначким статистичким подацима, Р. Србија је на првом месту по вредности словеначких инвестиција у иностранству.
Вредност словеначких инвестиција у Р. Србију, укључујући улагање НЛБ у Комерцијалну банку, је преко 1,6 милијарди евра. У Србији послује око 1.400 предузећа с уделом словеначког капитала, где је запослено преко 25.000 радника.

### Дипломатски представници

#### У Београду
- Дамјан Бергант, амбасадор, 2020—
- Изток Јарц, амбасадор, 2019.
- Владимир Гаспарич, амбасадор, 2016—2018.
- Франц Бут, амбасадор, 2010—2014.
- Мирослав Луци, амбасадор, 2005—2009.
- Борут Шукље, амбасадор, 2000—2004.[10]

#### У Љубљани
- Зоран Ђорђевић, агреман одбијен од Словеније (2023)  [11]
- Горан Марковић,  —
- Зорана Влатковић, амбасадор, 2017 — ?
- Александар Радовановић, амбасадор, 2012—2017.
- Предраг Филипов, амбасадор, 2007—2012.
- Ранко Миловић, амбасадор, 2004—2006.
- /  Иво Висковић, амбасадор, 2001—2004.

## Занимљивости
Постоји споменик Михајлу Пупину на Бледу. Пупин је 1921. постао почасни грађанин Бледа.

## Поређење
|                 | Словенија               | Србија                                        |
| --------------- | ----------------------- | --------------------------------------------- |
| Становништво    | 1.964.036               | 9.024.734                                     |
| Површина        | 20.273                  | 88.361 km²                                    |
| Престоница      | Љубљана — 270.000       | Београд — 1.233.796 (1.659.440 шире подручје) |
| Облик владавине | парламентарна република | парламентарна република                       |
| Званични језик  | словеначки              | српски                                        |